# 2e Oekraïense Front
Het 2e Oekraïense Front (Russisch: Второй Украинский фронт) was een legergroep (front) van het Rode Leger die in de Tweede Wereldoorlog vocht in Oekraïne, Moldavië, Roemenië, Hongarije, Tsjechoslowakije en Oostenrijk.
Het werd op 20 oktober 1943 opgericht vanuit het Steppefront met als nieuw doel om Oekraïne te bevrijden.

## Veldslagen

### Oekraïne
Van oktober tot december 1943 vochten ze bij Pjatychatki en Znamenski om het bruggenhoofd op de rechteroever van de Dnjepr van Krementsjoek tot Dnipro uit te breiden.
Op 20 december bereikten ze Kirovograd en Kryvy Rih.
Samen met de troepen het 1e Oekraïense Front omsingelden en vernietigden ze tien Duitse divisies bij Korsoen en Sjevtsjenko.
In de lente van 1944 versloegen ze bij Oeman en Botosjansk het 8e Leger (Wehrmacht) en een deel van het 1e Pantserleger.
Ze sneden de Heeresgruppe Süd de pas af, bevrijdden de rechteroever van Oekraïne.

### Moldavië en Roemenië
Het Front trok Moldavië en Roemenië binnen.
In augustus 1944 vernietigden ze bij Iasi en Chisinau 22 Duitse divisies en bijna alle Roemeense divisies. Roemenië wisselde van kant. Samen met Roemeense troepen namen ze Boekarest en Arad in en in september was heel Roemenië bevrijd.

### Hongarije, Tsjechoslowakije, Oostenrijk
In oktober 1944 versloegen ze bij Debrecen de Heeresgruppe Süd.
Samen met het 3e Oekraïense Front en het Donauflottielje omsingelden en liquideerden ze 188.000 vijandelijke troepen, bezetten Boedapest.
Ze vochten in de Karpaten door Transsylvanië en Moravië, bij Banska en Bystritsa en bevrijdden Tsjechoslowakije en Hongarije. Ze vochten in de Slag om Wenen.
Op 6 en 11 mei nam het 2e Oekraïense Front deel aan de strategische operatie in Praag, waarbij de nederlaag van de Duitse strijdkrachten werd voltooid en Tsjechoslowakije volledig werd bevrijd.
Op 10 mei ontmoetten formaties van het front Amerikaanse troepen bij Pisek en České Budějovice.
Op 10 juni 1945 werd het front ontbonden. De troepen gingen over naar het militaire district Odessa.

## Slagorde
aanvankelijk:
- 4e Garde Leger
- 5e Garde Leger
- 7e Garde Leger
- 37e leger
- 52e leger
- 53e leger
- 57e leger
- 5e Tankleger
- 5e Luchtleger

Versterkingen:
- 9e Garde Leger
- 27e leger
- 49e leger
- 46e leger
- 6e Leger
- 2e Tankleger
- Cavalerie Gemechaniseerde infanterie
- 1e leger (Roemenië)
- 4e Leger (Roemenië)

Onder operationele controle:
- Donau Flottielje

## Commandanten
- Legergeneraal Ivan Konev: 20 oktober 1943 tot 21 mei 1944,
- Maarschalk Rodion Malinovski: 21 mei 1944 tot 10 juli 1945.